# Cervonîi Kut (Vîsoki Bairakî), Kirovohrad
Cervonîi Kut (în ucraineană Червоний Кут) este un sat în comuna Vîsoki Bairakî din raionul Kirovohrad, regiunea Kirovohrad, Ucraina.

## Demografie
Componența lingvistică a localității Cervonîi Kut
     Ucraineană (100%)
Conform recensământului din 2001, toată populația localității Cervonîi Kut era vorbitoare de ucraineană (100%).